# Jirkov
Jirkov là một thị trấn thuộc huyện Chomutov, vùng Ústecký, Cộng hòa Séc.